# Katedra w Schwerinie

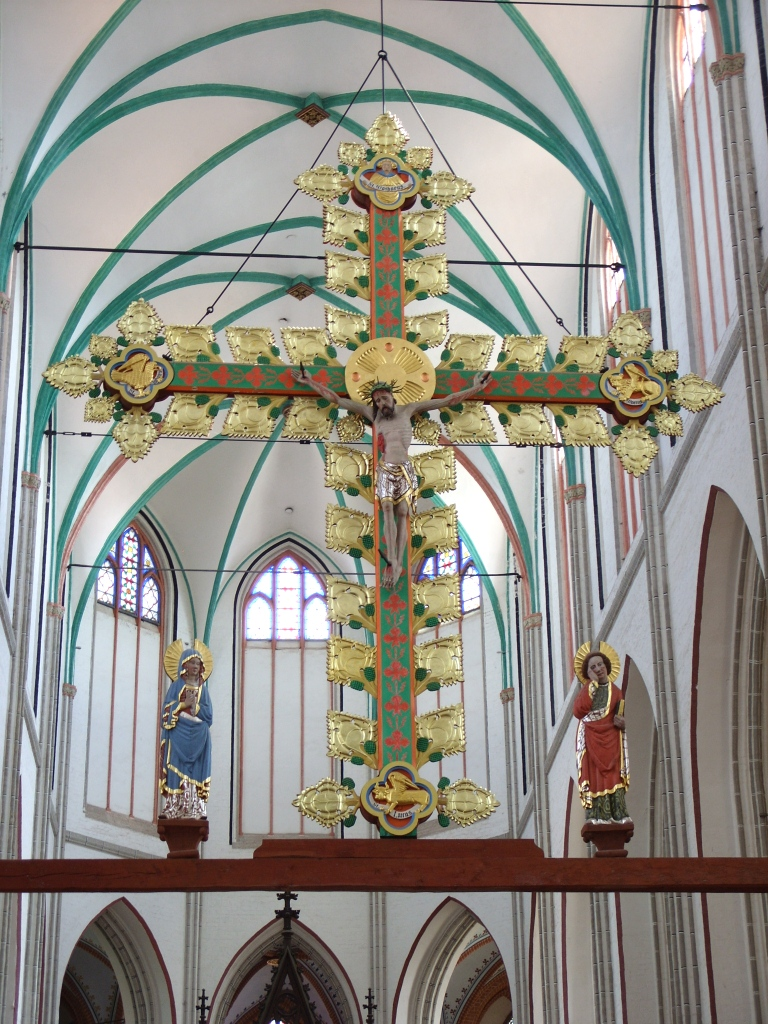
Na belce tęczowej centralnie umieszczony krucyfiks triumfalny, po bokach figury patronów katedry

Katedra w Schwerinie (niem. Schweriner Dom St. Maria und St. Johannes) – katedra Najświętszej Maryi Panny i św. Jana w Schwerinie; kościół ewangelicko-luterański, położony w centrum miasta. Jest katedrą i siedzibą biskupa okręgu Evangelisch-Lutherische Landeskirche Mecklenburgs – jednego z okręgów Kościoła Ewangelickiego Niemiec.

## Historia
Budowę katedry rozpoczęto w 1172. W 1248 stała się ona siedzibą biskupstwa Schwerin. Otrzymała wezwania Najświętszej Maryi Panny i św. Jana Ewangelisty. W 1222 w trakcie budowy katedry hrabia Schwerina Henryk przywiózł z wyprawy krzyżowej relikwie Krwi Pańskiej – krople krwi Chrystusa oprawione w kamień szlachetny. Z tego powodu nowo wznoszona świątynia stała się kościołem pielgrzymkowym.
W XIV wieku miała miejsce rozbudowa katedry na wzór katedr francuskich – w 1327 poświęcono prezbiterium i otaczający go wieniec kaplic, a w 1374 ukończono korpus główny. Wybudowano też transept. Wzorcami budowlanymi były: kościół Mariacki w Lubece, kościół św. Mikołaja w Stralsundzie i katedra w Ratzeburgu.
W XV w. wybudowano krużganki.
W latach 1889–1892 wybudowano neogotycką wieżę o wysokości 117,50 m.

## Wyposażenie
Do najcenniejszych elementów wyposażenia katedry należą: ołtarz główny z 1495, chrzcielnica z brązu z końca XIV w., epitafium księżnej Heleny meklemburskiej, dzieło norymberskiego warsztatu Vischerów z lat 1525–1527 oraz grobowce: księcia Krzysztofa meklemburskiego i jego małżonki Elżbiety szwedzkiej z 1595, dzieło Roberta Coppensa z Antwerpii oraz wielkiego księcia Meklemburgii-Schwerin Pawła Fryderyka z małżonką Aleksandrą pruską.